# Olivia Powrie
Olivia Elizabeth „Polly“ Powrie , MNZM (* 9. Dezember 1987 in Auckland) ist eine ehemalige neuseeländische Seglerin.

## Erfolge
Olivia Powrie, die für die Royal New Zealand Yacht Squadron segelte, nahm an zwei Olympischen Spielen mit der 470er Jolle teil. 2012 in London wurde sie gemeinsam mit Jo Aleh mit insgesamt 35 Punkten vor dem britischen und dem niederländischen Boot Olympiasiegerin. Bei den Olympischen Spielen 2016 in Rio de Janeiro gelang ihr mit Jo Aleh ein erneuter Medaillengewinn. Mit 54 Punkten wurden sie dieses Mal von den Britinnen Hannah Mills und Saskia Clark zwar geschlagen, hielten aber alle anderen Konkurrenten auf Distanz und gewannen somit die Silbermedaille. Bei Weltmeisterschaften gewann sie mit Jo Aleh fünf Medaillen mit der 470er Jolle. Neben einer Bronzemedaille und drei Silbermedaillen wurden sie 2013 in La Rochelle Weltmeister. 2017 beendete Powrie ihre sportliche Karriere.
Ende 2012 wurde sie, wie auch Aleh, für ihren Olympiaerfolg zum Member des New Zealand Order of Merit ernannt. 2015 zeichnete der Weltverband World Sailing Powrie und Aleh als Weltseglerinnen des Jahres aus.